# Mo Abudu
Mosunmola Abudu, conocida como Mo Abudu, (Londres, 11 de septiembre de 1964) es una empresaria, presentadora de televisión y productora nigeriana. Forbes la describió como "la mujer más exitosa de África", mientras que The Hollywood Reporter la seleccionó como una de las "25 mujeres más poderosas de la televisión mundial."

## Biografía

### Primeros años
Mo Abudu nació en Hammersmith, Londres, como la hija mayor de un ingeniero (fallecido en 1975), y una empleada de una empresa de cáterin; tiene dos hermanas. A los 7 años de edad, se mudó a Nigeria para vivir con sus abuelos, regresando a Inglaterra cuando tenía 11.

### Educación
Mo Abadu asistió a Ridgeway School, MidKent College y West Kent College. Asimismo obtuvo una maestría en Gestión de Recursos Humanos por la Universidad de Westminster. 
Es miembro de la Sociedad Británica de Psicología con la calificación en pruebas ocupacionales y de personalidad.
En 2014, fue honrada con un Doctorado honorario en Letras Humanas de la Universidad de Babcock. Cuatro años después, en 2018, la Universidad de Westminster le otorgó un doctorado honoris causa por sus contribuciones a la industria de la radiodifusión en Nigeria.

## Trayectoria
En 1987 ingresó a Atlas Recruitment Consultancy en el Reino Unido, como consultora de contratación. Sin embargo, en 1993 regresó a Nigeria, donde fue contratada por Arthur Andersen para dirigir el departamento de recursos humanos y capacitación de ExxonMobil.
Es la fundadora de Vic Lawrence & Associates Limited Archivado el 25 de julio de 2020 en Wayback Machine., y de Ebony Life Television, una productora de contenido de entretenimiento.
En 2006 fundó Ebonylife TV (ELTV), una cadena que transmite en más de 50 países del continente africano, así como en el Reino Unido y El Caribe, a un público panafricano. Tuvo su primera transmisión el 1 de julio de 2013 en el canal 165 DSTV de Multichoice. Entre los contenidos de la cadena producidos por Abudu, destacan series dramáticas como Desperate Housewives Africa (adaptación de Desperate Housewives) en asociación con Disney; Sons Of The Caliphate, Castle & Castle, On the Real y The Governor.
En 2014, Abudu fundó EbonyLife Films, siendo su primera película como productora ejecutiva, Fifty. En 2016, en una asociación con la productora ELFIKE Film Collective, EbonyLife Films produjo The Wedding Party, película que se convirtió en el título más taquillero de la historia de Nollywood. Formaron parte de su secuela, The Wedding Party 2, así como de otras producciones, en las que destacan The Royal Hibiscus Hotel, Chief Daddy, Your Excellency, y Òlòtūré. En marzo de 2018, Sony Pictures Television anunció que habían llegado a un acuerdo de tres años con EbonyLife TV, el cual incluía la producción conjunta de The Dahomey Warriors, una serie centrada en las amazonas de Dahomey, que se enfrentaron a los colonialistas franceses en el reino del siglo XIX localizado en África occidental.
En noviembre de 2019 presidió la 47a gala del Premio Emmy Internacional, siendo la primera persona africana en hacerlo. En diciembre de 2019, Mo Abudu inauguró Ebonylife Place, un complejo de entretenimiento y estilo de vida ubicado en la isla Victoria, Lagos. El 17 de febrero de 2021, se anunció que Ebony Life se asocia con los estudios Westbrook de Will Smith y Jada Pinkett Smith para producir una lista de proyectos de cine y televisión, cada uno de ellos conectado al continente africano.
En febrero de 2020, se anunció una nueva asociación entre EbonyLife TV y Netflix. La plataforma de streaming adquirió una cantidad de contenidos, como Castle & Castle, Fifty, Sons of the Caliphate, On the Real y The Governor, junto con un reality show, The Dating Game y el largometraje, The Royal Hibiscus Hotel.
Moments with Mo

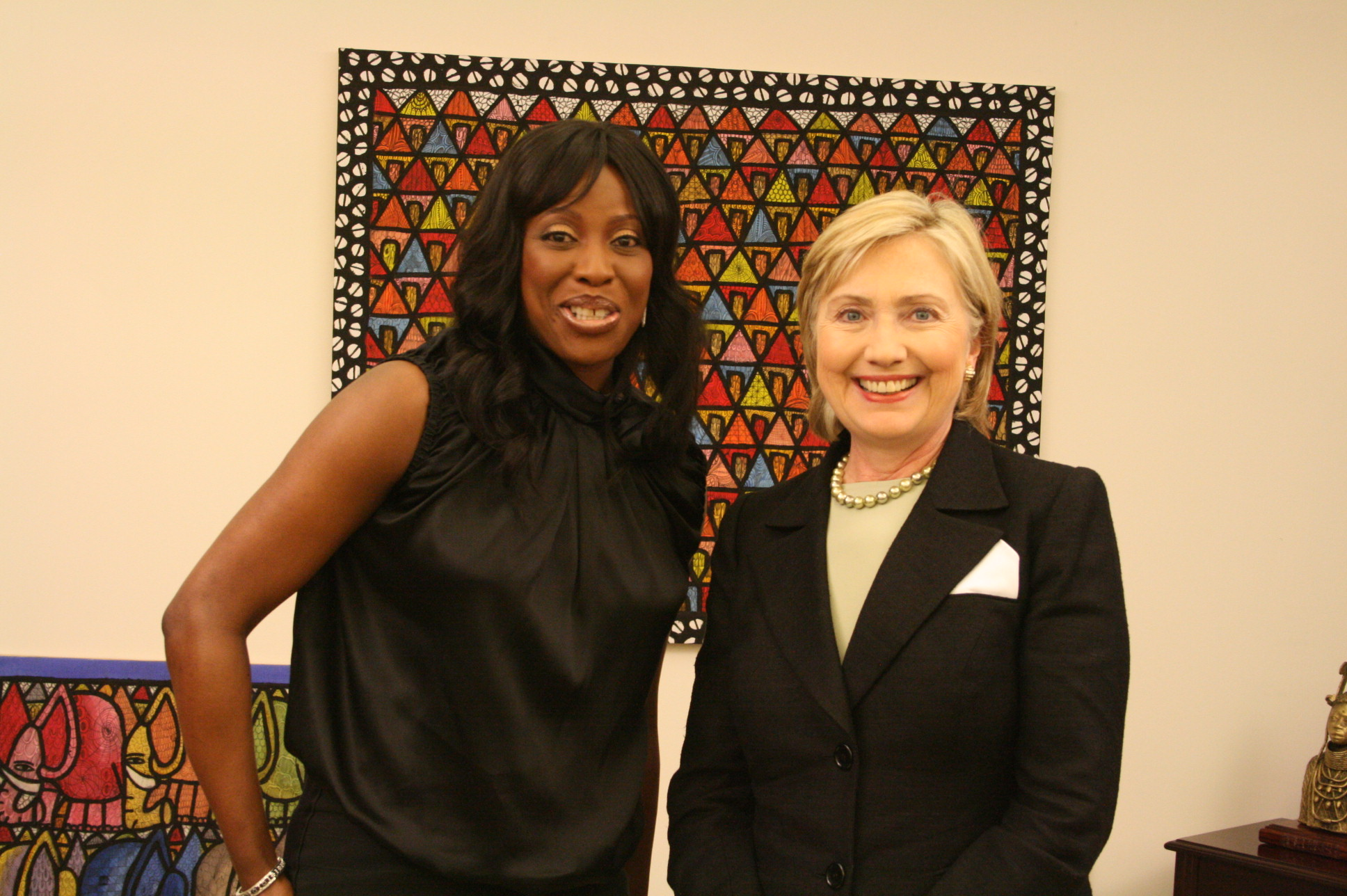
Abudu con Hillary Clinton

Mo Abudu es la productora ejecutiva y presentadora del primer programa de entrevistas sindicado de la televisión regional africana,  Moments with Mo.
A octubre de 2009, se habían grabado y transmitido más de 200 episodios con temas que abarcaban desde el estilo de vida, pasando por la salud, la cultura, la política, el entretenimiento, la tradición, hasta la música y los matrimonios entre personas de distintas razas. Entre los invitados se encuentran celebridades internacionales, mandatarios, galardonados con el Premio Nobel, y políticos, como Hillary Clinton.
Abudu ha destacado que el show "destaca la vida y los logros de un individuo africano generalmente bien conocido, pero a veces desconocido, que por su o su propia tenacidad y determinación ha logrado algo, ha superado algo o ha sido un catalizador de algo que lo convierte en un modelo a seguir para los demás ".
El éxito del programa, así como la intención de cambiar la percepción mundial del continente africano, ha llevado a que periódicos y publicaciones, como The Independent y Slate Afrique la hayan apodado la "Oprah de África" y la Winfrey nigeriana", respectivamente.
The Debaters
Mo Abudu es la creadora y productora ejecutiva de The Debaters, un reality show. Financiado por Guaranty Trust Bank, se lanzó el 3 de octubre de 2009, el programa se centra en "dar voz a África" mediante la promoción de la oratoria.

## Honores
En 2013, Forbes Africa la reconoció como la primera mujer africana en poseer un canal de televisión panafricano. Fue catalogada como una de las 25 mujeres más poderosas de la televisión mundial por The Hollywood Reporter ese mismo año, y recibió el premio Entrepreneur of the Year otorgado por Women Werk en Nueva York (2014).
Fue nominada para servir como miembro del Grupo Asesor sobre Tecnología y Creatividad para Nigeria. Asimismo, fue designada como Directora de la Academia Internacional de Artes y Ciencias de la Televisión, la organización responsable de organizar el Premio Emmy Internacional. Posteriormente, la Academia la designó para presidi la 47a Gala del Premio Emmy Internacional, celebrada en Nueva York el lunes 25 de noviembre de 2019. Ella fue la primera africana en conseguir el puesto.
En 2019, recibió el premio Médailles d'Honneur 2019 de MIPTV, en Cannes, Francia, lo que la convirtió en la primera africana en recibir dicho reconocimiento. Más tarde ese año, se anunció que Abudu figuraba en la lista Powerlist de 2020, ubicándose en el Top 100 de las personas más influyentes en el Reino Unido de ascendencia africana/afro-caribeña. Asimismo, figura en el libro Greatest Blacks Ever: Top 100 Blacks Who Changed the World for Peace. Progress. Prosperity. Pleasure., escrito por el embajador Elliston Rahming y publicado por Dog Ear Publishing.

## Vida personal
Mo Abudu reside en Lagos. Tiene un hijo y una hija, y estuvo casada con Tokunbo Abudu.
En octubre de 2021, The Hollywood Reporter la ubicó entre las 20 mujeres más poderosas del entretenimiento mundial.